# Bocholter Kirmes

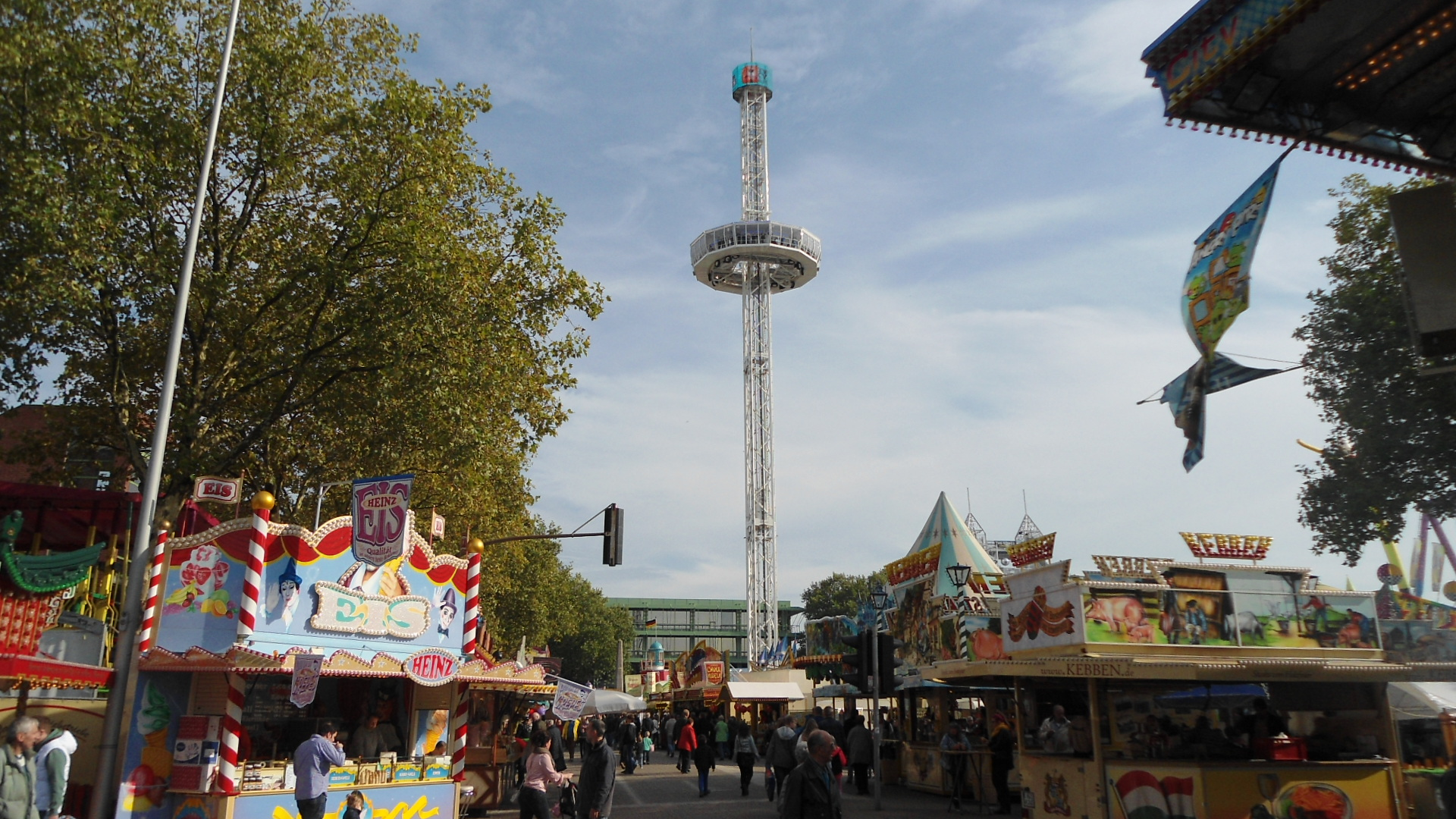
Bocholter Kirmes (2013)

Die Bocholter Herbstkirmes (plattdeutsch Bokeltse Kermis) ist ein Volksfest in Bocholt im Kreis Borken. Sie gilt als größtes Volksfest im Westmünsterland und eine der größten Innenstadtkirmessen Deutschlands. Am dritten Oktoberwochenende von freitags bis montags findet sie jährlich statt. Im Gegensatz zu anderen Volksfesten, wie etwa dem Send in Münster, ist die Kirmes nicht mit einem Trödelmarkt oder einer Gewerbeschau verbunden, sondern steht für sich als Veranstaltung alleine.

## Lage
Die Herbstkirmes in Bocholt ist eine so genannte Innenstadtkirmes und erstreckt sich vom Berliner Platz aus über die Bocholter Aa und dem Ravardiviertel hinweg bis zum Marktplatz und dem Gasthausplatz. Durch die aktuelle Rathaussanierung mit Baumaßnahmen auf dem Berliner Platz sind die Straße An der Bleiche mitsamt der Fläche der ehemaligen Feuerwehrhauptwache einbezogen.

## Historisches
Die traditionelle Herbstkirmes geht auf den Bau der gotischen Stadtkirche St. Georg im Jahre 1455 bzw. der Pfarrgemeinde St. Georg (Gründung um 800) zurück.     Die erste archivierte Erwähnung des Volksfestes war um 1411, womit mit der Kirmes im Jahr 2024 die 613. Auflage gefeiert wird.
Mit der Zeit kamen mehr und mehr Händler, Zauberer und Feuerschlucker zum jährlichen Kirchweihfest, woher sich auch der heutige Name Kirmes ableiten lässt. Besonders für die Landbevölkerung war das Kirchweihfest traditionell eine hervorragende Gelegenheit des ausgelassenen Feierns, des Kennenlernens und der Eheanbahnung. 1885 wurde das erste Karussell aufgebaut, welches noch von einem Pferd gezogen wurde. Jahre später, um 1900, wurden die meisten der Fahrgeschäfte schon mit einer Dampfmaschine angetrieben. Nach dem Zweiten Weltkrieg wurde an der Tradition festgehalten, so dass die Bocholter Herbstkirmes heute das größte Volksfest der Region bildet. Ebenso ist sie mit der 571. Auflage im Jahr 2025, eines der ältesten Volksfeste in der Region. Nach den Archivangaben bereits die 614. Auflage im Jahr 2025.

## Daten
- 500.000 Besucher
- 320 Schausteller
- 3,5 km Laufwege
- 30.000 m² Bebauungsfläche
- 20 Großfahrgeschäfte

## Wissenswertes
Die Kirmes beginnt traditionell am Freitag mit der Happy Hour um 14 Uhr. Bis 17 Uhr fahren alle Fahrgeschäfte vergünstigt. Am Abend wird vor dem offiziellen Fassanstich ein von den Schaustellern finanziertes Feuerwerk gezündet. Der Fassanstich erfolgt dann im Bayernfestzelt durch den Bürgermeister.
Gerade am Samstag und Sonntag sind neben den Bocholtern viel Auswärtige auf der Kirmes. Vor allem aus den Niederlanden reisen viele Besucher mit Reisebussen an. Der Sonntag gilt unter den Bocholtern als „Vereinstag“. So sind an diesem Tag viele Sportmannschaften, Kegelfreunde oder sonstige Gruppen unterwegs. An allen Tagen bietet das größte Zelt auf dem Platz, die Bayernfesthalle ein Programm an. Jedes Jahr treten vor allem Stars aus der Schlagermusik-Szene an.

## Infrastruktur/Anreise
Da die Kirmes nicht wie in anderen Städten auf großen Veranstaltungsflächen stattfindet, sondern im Zentrum, müssen sich gerade auswärtige Besucher auf Parkplatzprobleme einstellen. Die Parkhäuser der Innenstadt sowie etwas außerhalb liegende Parkplätze großer Kaufhäuser passen sich den Öffnungszeiten der Kirmes an und entzerren so den Andrang der Besucher. Problematisch ist häufig die Situation in den angrenzenden Stadtvierteln. Das Parkplatzangebot für die Bewohner wird durch die Herbstkirmes enorm verschärft.
Bocholter reisen traditionell mit dem Rad oder dem Stadtbus an. Die StadtBus Bocholt GmbH richtet Sonderverkehre ein und fährt während der Kirmestage bis weit nach Mitternacht im üblichen Halbstundentakt. Viele Radfahrer geben ihre Räder bei einer der so genannten Radwachen ab. Diese sind rund um den Kirmesplatz zu finden und werden durch Jugendgruppen verschiedener Organisationen durchgeführt.
Aufgrund der Herbstkirmes kommt es in der Innenstadt von Bocholt zu massiven Sperrungen. Neben einzelnen kleineren Straßen im Kern ist sogar ein Teilstück des Stadtrings nicht zu befahren, so dass eine Rundfahrt nicht mehr möglich ist und die üblichen Bereiche des Rings stärker ausgelastet werden. Die Kirmes lässt sich ebenfalls gut mit dem Zug aus Richtung Düsseldorf, Duisburg oder Oberhausen mittels dem RE 19 erreichen. Vom Hauptbahnhof
Bocholt ist es nicht weit bis in die Innenstadt.

## Sicherheit
Während der Kirmes zeigt die Polizei eine verstärkte Präsenz. Neben den Beamten der Bocholter Hauptwache werden Einsatzhundertschaften sowie aufgrund der hohen Anzahl holländischer Besucher auch niederländische Polizisten eingesetzt.